# Східне Поділля

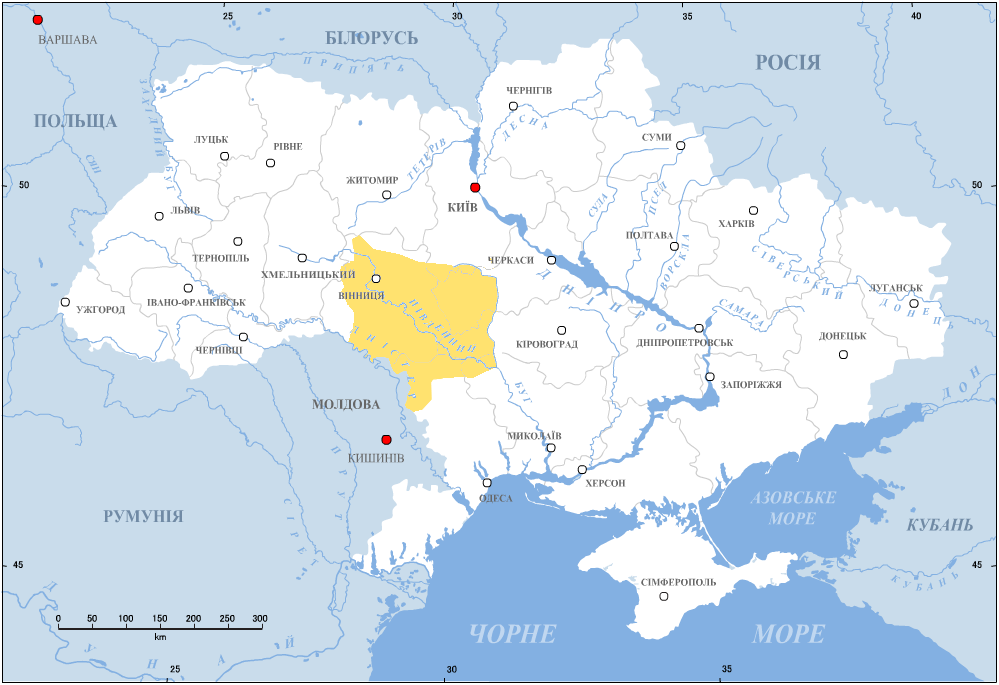
Східне Поділля

Східне Поділля (Брацлавщина) — частина Подільської України, розташована на лівому березі Дністра, є продовженням Західного Поділля. 

## Географія
Охоплює територію сучасної Вінницької області, а також прилеглі райони Кіровоградської, Черкаської та Одеської областей і територію молдовського Придністров'я. В часи раннього Середньовіччя відоме як Пониззя — землі Галицького князівства, розташовані вздовж середньої та нижньої течії Бугу і Дністра.

## Загальні відомості
Для Східного Поділля притаманні невеликі міста з населенням не більше 40,0 тис. мешканців. Найбільшими з таких міст є районні центри Вінниччини Жмеринка, Могилів-Подільський, Хмільник, Гайсин, Бар та інші, Гайворон на Кіровоградщині і Балта на суміжній території Одещини, а також Умань в Черкаській області. Найбільшим індустріальним та культурним центром Східного Поділля є обласний центр Вінниця. Край багатий на природні та історико-культурні пам'ятки, зокрема це Державний історико-культурний заповідник «Буша», комплекс Палацу Потоцьких в Тульчині, Палац Щербатової у Немирові, садиба баронеси фон Мекк, Троїцький монастир та костел Тринітаріїв у Браїлові, Кафедральний собор Успіння Пресвятої Богородиці у Барі, пасмо Мурафських Товтрів на південному заході області, Іллінецький метеоритний кратер поблизу Іллінців, Дністровський каньйон, діюча вузькоколійна залізниця Рудниця — Гайворон — Голованівськ та інші.

## Історія

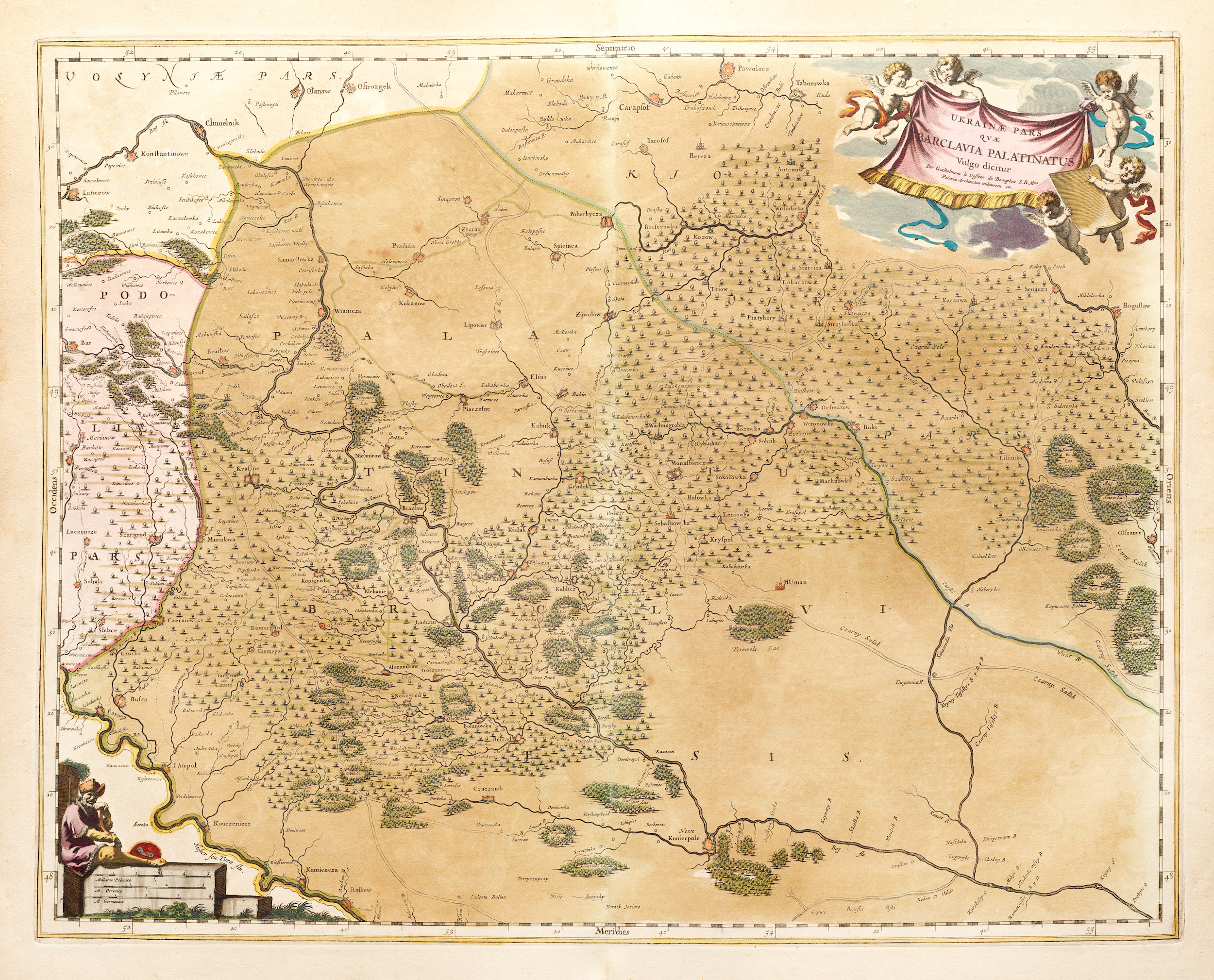
Брацлавщина на карті 1670 року Яна Блау «UKRAINÆ Pars Qvae Braclavia Palatinatus Vulgo Dicitur»

Нижнє Поділля або Князівство Брацлав у 1665 році

Історичний поділ Поділля на Східне і Західне відбувся в 1434 році, коли внаслідок припинення існування незалежного Подільського князівства, Східне Поділля залишилося у складі Великого князівства Литовського, Руського і Жмудського, де було створене Брацлавське воєводство.
Західне Поділля, що охоплює територію сучасних Тернопільської та Хмельницької областей, разом за Галичиною було інкорпороване Польським Королівством, де було створене Подільське воєводство з центром у Кам'янці-Подільському.